# 칠검
《칠검》(七劍, Seven Swords)은 양우생의 소설 《칠검하천산》을 원작으로 한 2005년에 홍콩에서 제작된 무협영화이다.

## 줄거리
17세기 중엽, 청나라가 중국을 지배하면서 무술가 집단인 '무림' 내에 반청 감정이 일어난다. 이에 청나라는 무술 수련을 금지하는 법을 내리고, 탐욕스러운 군벌 풍화련은 이를 이용해 돈을 벌고자 한다. 풍화련은 무술가들이 모여 사는 무술촌을 공격하려 하고, 은퇴한 형리 부청주는 그를 막기 위해 무술촌을 구하려 나선다.
부청주는 젊은 마을 주민 한지방, 오원영과 함께 은둔한 검객이자 대장장이인 그림자 스승을 찾아 도움을 청한다. 그림자 스승은 자신의 제자들인 초소남, 양윤총, 신농자, 목랑과 함께 이들을 돕도록 하고, 각자에게 특별한 검을 준다. 이렇게 일곱 명은 스스로를 '칠검'이라 칭하며 무술촌으로 돌아와 풍화련 군대를 격퇴한다. 이후 마을 사람들이 피신할 시간을 벌기 위해 풍화련의 기지를 공격하고 마구간을 불태우고 말을 중독시켜 피해를 입힌다. 습격 과정에서 초소남은 풍화련의 한국인 노예 소녀 녹주를 만나 함께 도망친다.
마을 사람들이 산속으로 피신하는 동안 음식과 물이 독살되고, 적에게 길을 안내하는 표식이 발견된다. 칠검은 내부에 스파이가 있음을 깨닫고, 녹주가 의심받는다. 초소남과 녹주의 로맨스는 상황을 더욱 복잡하게 만든다. 초소남은 녹주와 함께 풍화련의 함정에 빠지고, 녹주를 구하려다 검을 잃고 포로가 된다. 녹주는 탈출하여 초소남이 잡혔음을 알리지만, 부상으로 죽는다.
나머지 6명의 검객은 초소남을 구하기 위해 풍화련의 기지로 향한다. 그 사이 스파이 구동락은 마을 사람들의 은신처를 적에게 알리고 마을 사람들을 살해한다. 마을 촌장의 딸 유방이 구동락을 죽이지만 큰 충격을 받는다. 풍화련을 물리친 칠검은 마을로 돌아오지만 유방과 아이들을 제외한 모든 마을 사람들이 죽은 것을 발견한다. 한지방은 유방을 진정시키고, 나머지 6명은 무림을 구하기 위해 청 황제에게 무술 금지령을 철회하도록 설득하기 위해 떠난다. 한지방은 남아서 생존자들을 지키려 하지만, 유방은 그를 설득하여 다시 검객들과 합류하도록 한다. 한지방은 동료들에게 따라잡으며 영화는 끝난다.

## 출연진
- 견자단: 초소남 역
- 여명: 양운총 역
- 양채니: 무원영 역
- 유가량: 부청주 역
- 손홍뢰: 풍화연성 역
- 김소연: 녹주 역
- 육의:한지방 역
- 장정초: 유욱방 역
- 대립오:신용자 역
- 주군달: 목랑 역
- 마정무: 회명 역

## 한국판 성우진(KBS) (2006년 9월 30일)
- 구자형 - 양운총(여명)
- 배정미 - 무원영(양채니)
- 이재용 - 초소남(견자단)
- 이호인 - 풍화연성(손홍뢰)
- 이완호 - 부청주(유가랑)
- 임진응 - 한지방(육의)
- 안종국 - 양운총의 사부(마정무)
- 김은아 - 유욱방(장정초)
- 정미경 - 녹주(김소연)
- 원호섭 - 신용자(대립오)
- 이장원 - 유욱방의 아버지(백표)
- 은미 - 풍화연성의 부하(진가가)
- 이규석 - 구동락(척관군)
- 홍진욱 - 목랑(주군달)
- 이광수 - 마을 주민(송복민)

## 제작진
- 원작: 양우생(소설 칠검하천산(七劍下天山))
- 제작: 이주익, 마중준, 반지충
- 감독: 서극
- 각본: 장지성, 서극, 진천남
- 기획: 황백명
- 무술감독: 동위, 웅흔흔
- 음악: 가와이 겐지
- 미술: 황가능
- 촬영: 강국민
- 편집: 임안아
- 의상: 반영인
- 제작총지휘: 황백명, 홍봉철, 장용
- 제작사: 전영공작실유한공사
- 배급: 튜브엔터테인먼트
- 수입: 타이거픽처스